# بيلمونت (كاليفورنيا)
بيلمونت (بالإنجليزية: Belmont)‏ هي إحدى مدن مقاطعة سان ماتيو، كاليفورنيا. تم إعطاءها لقب مدينة في 29 أكتوبر، 1926.

## توأمة
لبيلمونت (كاليفورنيا) اتفاقيات توأمة مع:
- نامور [7]

## أعلام
- روبرت جينجيرارد
- كريستين ريد
- أنتوني كليفورد أليسون
- ديفيد بريدن
- باول فلاهيرتي